# 1068夜航班
1068夜航班是中华人民共和国天津市天津人民广播电台交通广播（调频106.8兆赫）播放的夜间广播节目。
节目开播于2004年1月1日，目前已成为天津地区有特色的午夜广播节目之一。其播音时间为除周三外每天午夜零点，口号是：“飞跃黑夜，抵达黎明。”该节目在2009年获得天津人民广播电台举办的“最具影响力”广播节目称号。